# Guglielmo di Nassau-Zuylestein, II conte di Rochford
Guglielmo di Nassau-Zuylestein, II conte di Rochford, detto anche in inglese William Nassau de Zuylestein (Inghilterra, 9 luglio 1682 – Almenar, 27 luglio 1710), è stato un militare inglese.

## Biografia
Noto dal 1695 al 1709 col titolo di cortesia di Visconte Tunbridge, Guglielmo era figlio di Guglielmo di Nassau-Zuylestein, I conte di Rochford, cugino di Guglielmo III d'Inghilterra e suo fidato uomo durante gli anni della Gloriosa Rivoluzione.
Nel 1705, intraprese la carriera politica nelle file del partito Whig per la costituente irlandese di Kilkenny City, ottenendo nel 1708 l'incarico di membro del parlamento di Gran Bretagna per la costituente di Steyning. Parallelamente, inoltre, portò avanti una ben più proficua carriera miliare: fu aiutante di campo di John Churchill, I duca di Marlborough nelle Fiandre nel 1704, ed ottenne il grado di tenente colonnello nel 32nd Regiment of Foot dal gennaio del 1706. Il 12 aprile, ottenne il grado di colonnello di un nuovo reggimento di fanteria come parte dell'esercito irlandese e, dal 1 febbraio 1707, divenne colonnello del 2º reggimento dragoni (succedendo all'ultimo Lord Cutts), che lo portò ad imbarcarsi alla volta della Spagna nel 1708.
Nel gennaio del 1709 succedette a suo padre nel titolo di Conte di Rochford, ed ottenne il grado di brigadiere generale nel gennaio dell'anno successivo. Rochford venne ucciso il 27 luglio 1710 nel corso della Battaglia di Almenar mentre si trovava alla guida del suo reggimento, all'età di soli 28 anni. Venne succeduto nei titoli e nei possedimenti paterni da suo fratello minore, Federico di Nassau-Zuylestein, III conte di Rochford.

## Albero genealogico
|                                                      |             |                                   | Genitori                                 |  |  | Nonni |  |  | Bisnonni                 |  |  | Trisnonni            |  |
|                                                      |             |                                   |                                          |  |  |       |  |  | Federico Enrico d'Orange |  |  | Guglielmo I d'Orange |  |
|                                                      |             |                                   |                                          |  |  |       |  |  | Federico Enrico d'Orange |  |  | Guglielmo I d'Orange |  |
|                                                      |             | Louise de Coligny                 |                                          |  |  |       |  |  | Federico Enrico d'Orange |  |  |                      |  |
| Federico di Nassau-Zuylestein                        |             |                                   |                                          |  |  |       |  |  | Federico Enrico d'Orange |  |  |                      |  |
|                                                      |             | Margaretha Catharina Bruyns       | Ludolph Bruyns                           |  |  |       |  |  |                          |  |  |                      |  |
|                                                      |             | Margaretha Catharina Bruyns       | Ludolph Bruyns                           |  |  |       |  |  |                          |  |  |                      |  |
|                                                      |             | Margaretha Catharina Bruyns       | Christina van Herenhaven                 |  |  |       |  |  |                          |  |  |                      |  |
| Guglielmo di Nassau-Zuylestein, I conte di Rochford  |             | Margaretha Catharina Bruyns       |                                          |  |  |       |  |  |                          |  |  |                      |  |
|                                                      |             | Sir William Killigrew             | Sir Robert Killigrew                     |  |  |       |  |  |                          |  |  |                      |  |
|                                                      |             | Sir William Killigrew             | Sir Robert Killigrew                     |  |  |       |  |  |                          |  |  |                      |  |
|                                                      |             | Sir William Killigrew             | Mary Woodhouse                           |  |  |       |  |  |                          |  |  |                      |  |
| Mary Killegrew                                       |             | Sir William Killigrew             |                                          |  |  |       |  |  |                          |  |  |                      |  |
|                                                      |             | Mary Hill                         | John Hill                                |  |  |       |  |  |                          |  |  |                      |  |
|                                                      |             | Mary Hill                         | John Hill                                |  |  |       |  |  |                          |  |  |                      |  |
|                                                      |             | Mary Hill                         | …                                        |  |  |       |  |  |                          |  |  |                      |  |
| Guglielmo di Nassau-Zuylestein, II conte di Rochford |             | Mary Hill                         |                                          |  |  |       |  |  |                          |  |  |                      |  |
|                                                      | Henry Wroth | Robert Wroth                      |                                          |  |  |       |  |  |                          |  |  |                      |  |
|                                                      | Henry Wroth | Robert Wroth                      |                                          |  |  |       |  |  |                          |  |  |                      |  |
|                                                      | Henry Wroth | Susan Stonard                     |                                          |  |  |       |  |  |                          |  |  |                      |  |
| Sir Henry Wroth                                      | Henry Wroth |                                   |                                          |  |  |       |  |  |                          |  |  |                      |  |
|                                                      |             | …                                 | …                                        |  |  |       |  |  |                          |  |  |                      |  |
|                                                      |             | …                                 | …                                        |  |  |       |  |  |                          |  |  |                      |  |
|                                                      |             | …                                 | …                                        |  |  |       |  |  |                          |  |  |                      |  |
| Jane Wroth                                           |             | …                                 |                                          |  |  |       |  |  |                          |  |  |                      |  |
|                                                      |             | William Maynard, I barone Maynard | Sir Henry Maynard                        |  |  |       |  |  |                          |  |  |                      |  |
|                                                      |             | William Maynard, I barone Maynard | Sir Henry Maynard                        |  |  |       |  |  |                          |  |  |                      |  |
|                                                      |             | William Maynard, I barone Maynard | …                                        |  |  |       |  |  |                          |  |  |                      |  |
| Anne Maynard                                         |             | William Maynard, I barone Maynard |                                          |  |  |       |  |  |                          |  |  |                      |  |
|                                                      |             | Frances Cavendish                 | William Cavendish, I conte di Devonshire |  |  |       |  |  |                          |  |  |                      |  |
|                                                      |             | Frances Cavendish                 | William Cavendish, I conte di Devonshire |  |  |       |  |  |                          |  |  |                      |  |
|                                                      |             | Frances Cavendish                 | Anne Kighley                             |  |  |       |  |  |                          |  |  |                      |  |
|                                                      |             | Frances Cavendish                 |                                          |  |  |       |  |  |                          |  |  |                      |  |